# جین ریموند
جین ریموند (انگلیسی: Gene Raymond؛ ۱۳ اوت ۱۹۰۸ – ۲ مهٔ ۱۹۹۸) یک هنرپیشه اهل ایالات متحده آمریکا بود.
از فیلم‌ها یا برنامه‌های تلویزیونی که وی در آن نقش داشته است می‌توان به آقا و خانم اسمیت و گردن‌بند اشاره کرد.